# Anuszawan Danielian
Anuszawan Danielian, orm. Անուշավան Դանիելյան (ur. 1956) – premier Górskiego Karabachu od 1 lipca 1999 do 14 września 2007.

## Życiorys
Anuszawan Danielian urodził się w wiosce Bolnis-Chaczen w ówczesnej Gruzińskiej SRR w 1956. W latach 1975–1979 służył w armii radzieckiej, po czym rozpoczął pracę w Komsomole w kopalni rud żelaza oraz wstąpił do Komunistycznej Partii Związku Radzieckiego. W 1985 ukończył Państwowy Uniwersytet w Symferopolu. W latach 1983–1987 pracował w młodzieżówce komunistycznej na Krymie, najpierw jako instruktor, a następnie jako przewodniczący wydziału.
W latach 1987–1990 był wicedyrektorem Szkoły Handlowej w Symferopolu przy Ministerstwie Energii Atomowej i Inżynierii ZSRR. Od 1990 do 1998 pracował przy Radzie Najwyższej Krymu, będąc m.in. przewodniczącym jej Komitetu Konstytucyjnego. W latach 1989–1996 pełnił również funkcję prezesa Stowarzyszenia Ormian na Krymie. W 1994 został wybrany prezesem Międzynarodowego Kongresu Ormian.
1 lipca 1999, dekretem prezydenta Arkadiego Ghukasjana został mianowany premierem Górskiego Karabachu. Podał się do dymisji 7 września 2007, zaraz po objęciu urzędu prezydenta przez Bako Saakjana. 14 września 2007 na stanowisku zastąpił go Arajik Harutjunjan.